# Rhynchostegiella sublaevipes
Rhynchostegiella sublaevipes är en bladmossart som beskrevs av Brotherus och Niels Bryhn 1911. Rhynchostegiella sublaevipes ingår i släktet nålmossor, och familjen Brachytheciaceae. Inga underarter finns listade i Catalogue of Life.